# 鉚釘

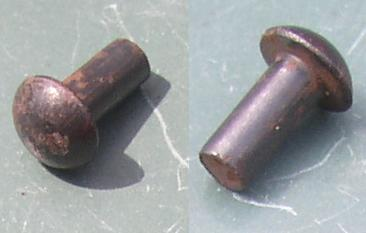
鉚釘

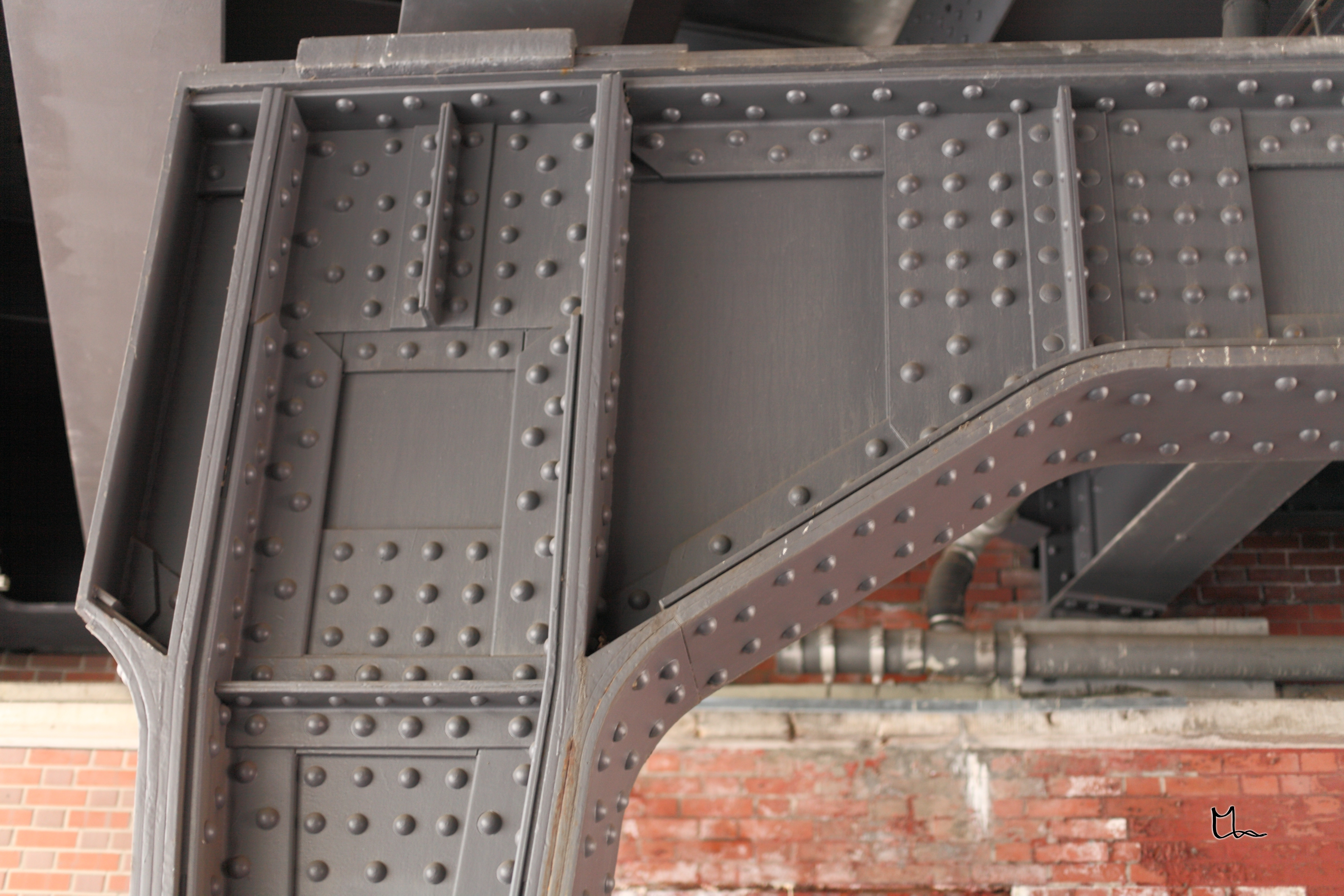
用許多鉚釘接合的鐵路路橋接點

鉚釘（英文：Rivet），是一種機械緊固件，鉚釘是用來永久固定工件，工件固定後，需要破壞鉚釘或工件才能將已固定的工件分離，這一點和釘子及螺絲等緊固件不同。用鉚釘固定或接合工件的方式稱為「鉚接」。
鉚釘未安裝時為一端有一凸起的圓柱。在固定時會選用比工件長的鉚釘，固定時由鉚釘尾部插入工件事先加工的洞中，由於鉚釘較長，尾部會突出工件一小段，最後再用工具將尾部突出部份錘平，大約會膨脹到鉚釘原直徑的1.5倍，此時鉚釘二側都有凸起的頭部，可以固定工件。
鉚釘固定後二側都有凸起的部份，因此可以承受和鉚釘平行的張力負載，不過螺絲及螺栓較適合用在有張力負載的場合，鉚釘更適合承受與其垂直的剪力負載。

## 分類
依照成本及強度需求的不同，有許多不同的鉚釘

### 實心半圓頭鉚釘

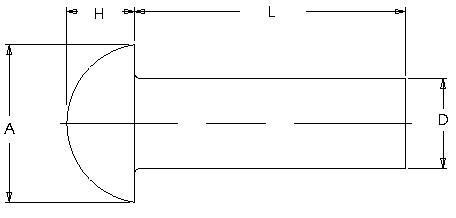
通用實心半圓頭鉚釘的工程圖

實心鉚釘是最早及最可靠的鎖固件之一，在青銅時代考古找到的物品中就已發現。實心鉚釘有一個桿及半圓型的頭，可以用錘子或鉚釘槍撞擊使其變形。鉚釘壓縮工具也可以使鉚釘變形，不過因為工具尺寸的限制，一般要用在靠近工件邊緣的鉚釘上施工。一般鉚釘施工時會需要二個人一起作業，一個人撞擊鉚釘的桿，另一個人在另一面固定鉚釘的頭，但鉚釘壓縮工具不需要二個人作業，是安裝鉚釘的各種方式中，防呆效果最好的一種。

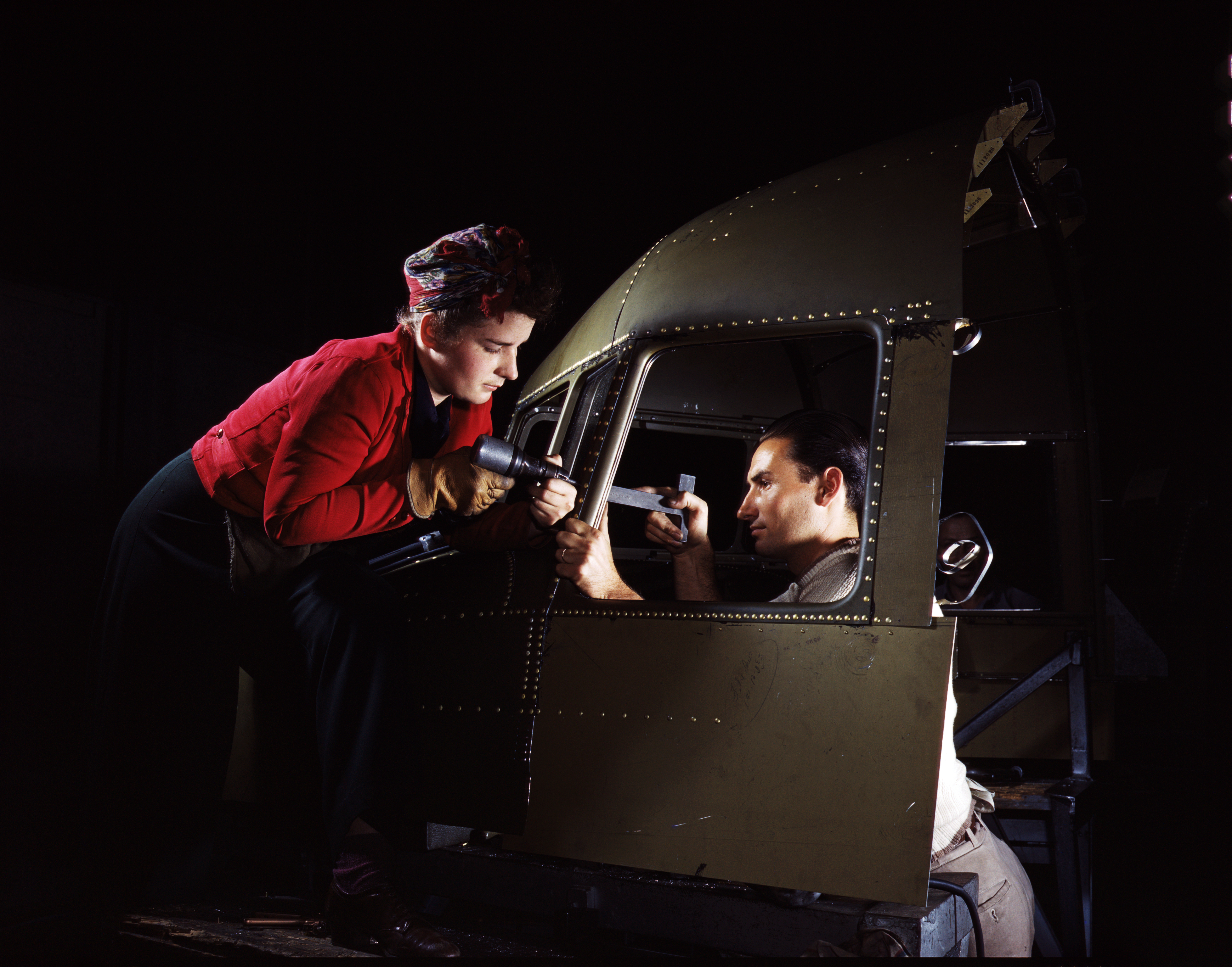
在北美航空工廠內，在為C-47運輸機座艙外殼進行鉚釘加工的二人團隊。左邊的女子在使用气动敲击捶，而右邊的男子用铆钉顶棒固定铆钉

實心鉚釘一般應用在強調可靠度及安全的應用中，例如飛機的結構件即為一例。現在飛機的外殼約需要數十萬個鉚釘。這類鉚釘可能是半圓頭或是100°埋头鉚釘。飛機用鉚釘的材質一般會是鋁合金（2017, 2024, 2117, 7050, 5056, 55000, V-65）、鈦合金或是鎳合金（像蒙乃尔合金）。有些鋁合金材質太硬，在加工前需要再退火處理。鋼鉚釘常用在靜止或慢速移動的結構中，例如橋、起重機或是建築物的結構。
鉚接元件需要可以接觸到元件的正面及反面，一般會使用電動、氣動或是液壓驅動的工具，或是使用錘子手動固定。若只能接觸到一個面，則會改用盲鉚釘固定。

### 半空心鉚釘

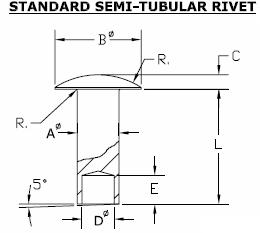
半空心鉚釘的機械圖

半空心鉚釘也稱為空心鉚釘，其外形類似實心鉚釘，但在鉚釘桿的末端有盲孔，其目的是減少鉚接時的施力，用半空心鉚釘鉚接時的施力約只有用實心鉚釘鉚接時的四分之一。半空心鉚釘鉚接的設備可以是價格小於美金五十元的原形工具，到全自動化的工業系統。一般的鉚接工具有手工具、人工鉚釘壓縮機、氣壓鉚釘壓縮機、脚踏压力机、衝擊鉚釘槍（impact riveter）、及PLC控制的機器人。
半空心鉚釘最常用在照明、剎車、梯子、接合、HVAC管道施工、機械製品及電子產品。其尺寸從直徑1/16英寸（1.6 毫米）至3/8英寸（9.5 毫米）不等，只有特殊場景下才會用到其它尺寸，長度最多可以到8英吋（20公分）。半空心鉚釘的材料及鍍層有許多種，最常見的材料有鋼、黃銅、銅、不鏽鋼及鋁，鍍層則有鋅、鎳、黃銅和錫等。半空心鉚釘一般會打蠟以便於裝配。已鉚接的半空心鉚釘會在一側有鉚釘的頭，另一側則有翻边的淺盲孔。半空心鉚釘是大量鉚接速度最快的鉚釘，但需要投資資本購買設備。

### 击芯铆钉
击芯铆钉是一类单面铆接的铆钉，使用锤子等器物敲打钉芯，使之与钉头端面平齐即可铆接成功，不需要铆枪，故适用于不便使用铆枪的狭小空间。
击芯铆钉分为圆头和沉头两种，一般使用圆头击芯铆钉，若要求被铆接面平滑则使用沉头型号

### 抽芯鉚釘

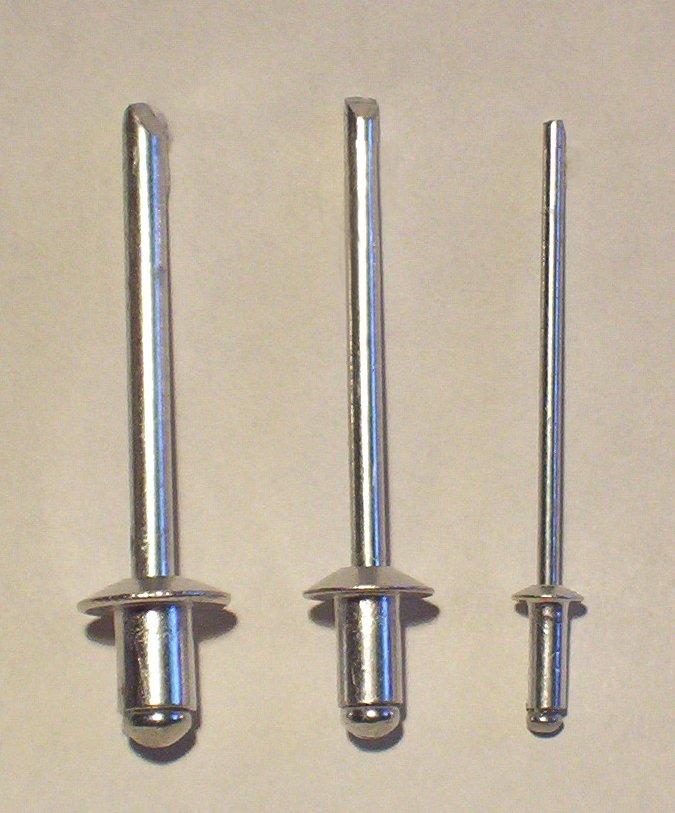
3種鋁製抽芯鉚釘: 1/8", 3/32", and 1/16"

抽芯铆钉，通常被称为拉铆钉，是一种管状铆钉，配有一个穿过中心的心轴。铆钉组件插入被连接的部件中，并用专门设计的工具将心轴拉入铆钉，从而使铆钉的盲端擴張。然后，心轴被折断。这种类型的盲铆钉由于心轴没有锁定，有时在关键结构连接处不适用，因为心轴可能由于振动或其他原因掉落，留下一个中空的铆钉，其承载能力显著低于实心铆钉。因为心轴的存在，这些铆钉更容易因腐蚀和振动而失效。与实心铆钉不同，盲铆钉可以从部件或结构的一侧插入并完全安装，而无需接触另一侧。。
由于这种特性，盲铆钉主要用于只能从一侧访问接头的情况。铆钉被放置在一个钻孔中，通过拉动心轴头部插入铆钉主体，使铆钉的另一端擴張并形成喇叭形，从而在另一侧固定。当心轴的头部到达盲侧材料的表面时，拉力被抵抗，在达到预定的力时，心轴在其断裂点断裂，这也被称为盲设定。此时，由铆钉主体形成的密封连接仍然存在，心轴的头部保持包封在盲端，尽管在某些变型中，心轴杆可能会突出。

## 應用

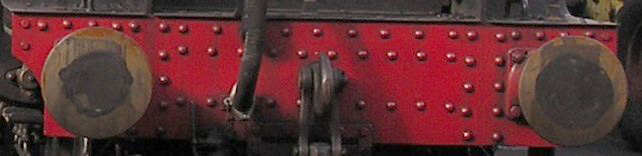
蒸汽機車的鉚接緩衝梁

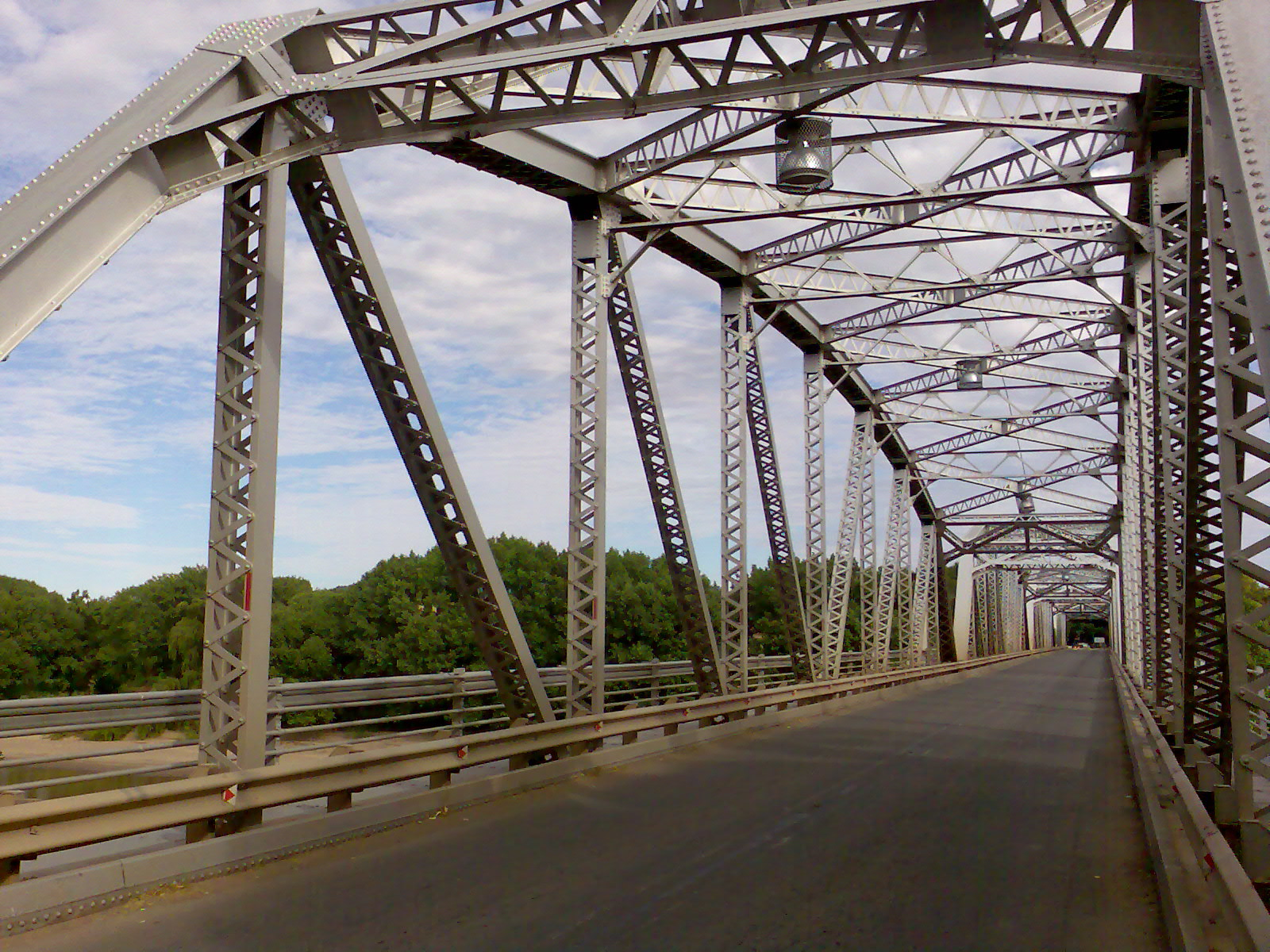
南非奧蘭治河上一個鉚接的桁架橋

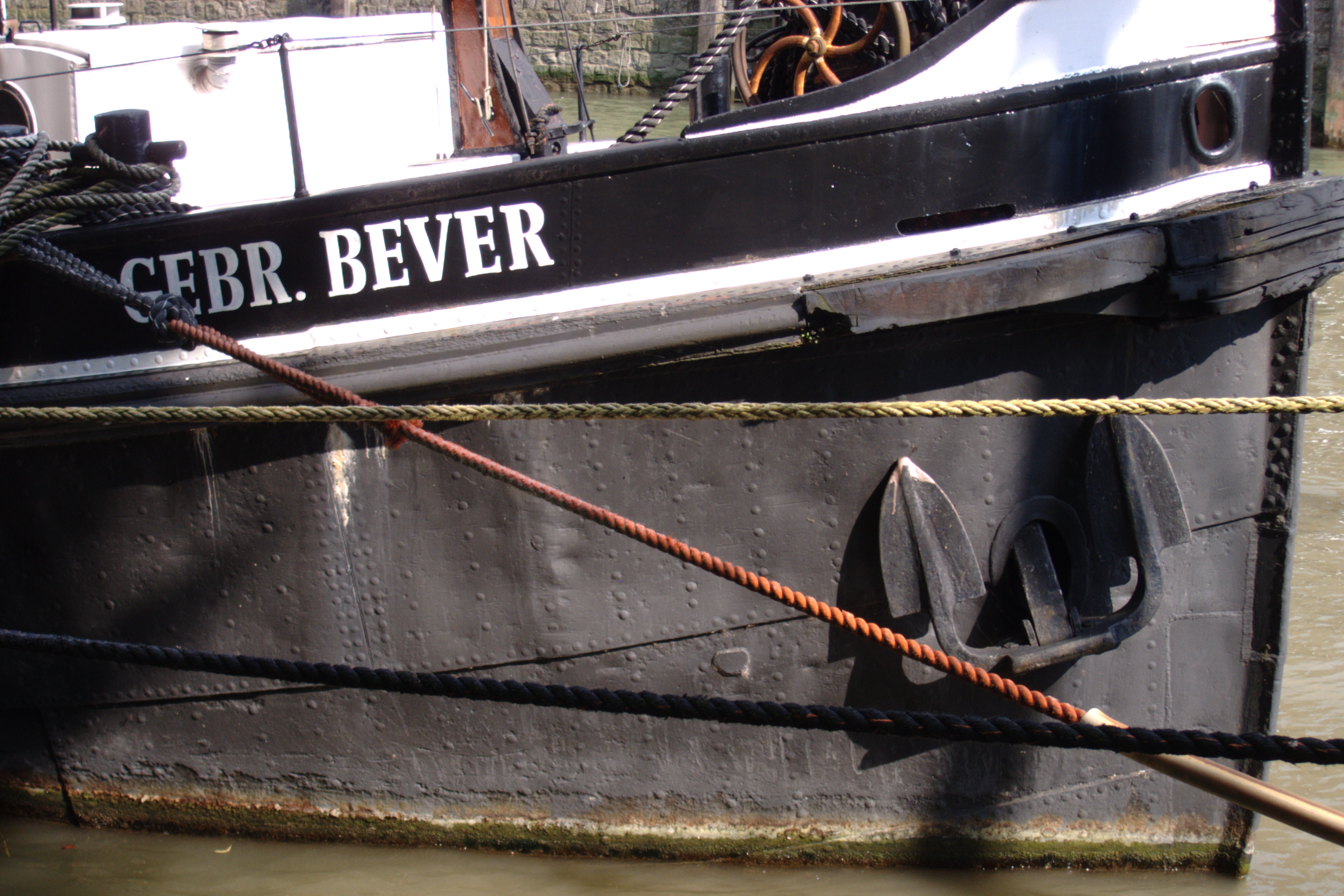
1941年鉚接船體的細部圖

在焊接及螺栓的技術廣為使用之前，許多金屬結構的建築物都是用鉚接來固定，像是艾菲爾鐵塔、雪梨港灣大橋及舒霍夫塔等。以往的汽车底盤及船體也是鉚接固定。在一些強調輕重量及高強度的應用中，仍會使用鉚接來接合工件，例如在飛機上。而許多片材的金屬合金在加熱後可能會造成形變或是其材料性質的變化，因此不適合用焊接式方式接合，此時也可以利用鉚接來接合。
裝運音響設備的運輸箱幾乎都用盲鉚釘來接合。甚至連有些牛仔褲的接合也會使用專用的鉚釘。

## 其他接合方式
- 焊接（包括硬焊及软钎焊）
- 螺栓
- 钳夹（英语：Clinching (metalworking)）
- 折叠关节（Folded joints）
- 钉子
- 螺絲